# Liberty Hyde Bailey

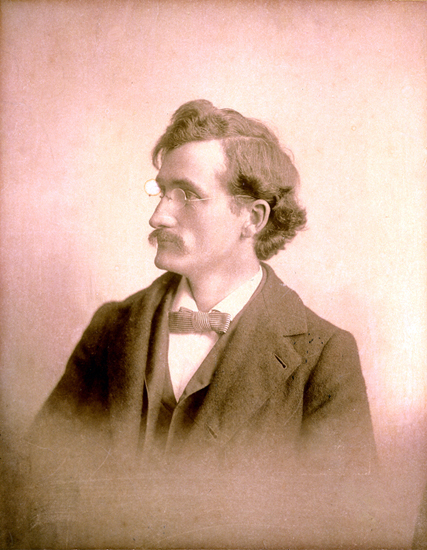
Liberty Hyde Bailey

Liberty Hyde Bailey (* 15. März 1858 in South Haven (Michigan), USA; † 15. Dezember 1954 in Ithaca) war ein US-amerikanischer Botaniker. Sein offizielles botanisches Autorenkürzel lautet „L.H.Bailey“.

## Leben und Wirken
Liberty Hyde Bailey wurde 1858 als dritter Sohn des Farmers Liberty Hyde Bailey Senior und dessen Ehefrau Sarah Harrison Bailey in South Haven (Michigan) geboren. Seine Mutter starb schon 1862 an Scharlach, sein Vater heiratete daraufhin in zweiter Ehe Maria Bridges. Sein Vater war ein sehr innovativer Landwirt und betrieb eine der ersten kommerziellen Obstplantagen in der Gegend. Er gewann mehrere Preise für die herausragende Bewirtschaftung seiner Anbauflächen und kultivierte mehr als 300 Apfelsorten. Liberty Hyde Bailey Jr. lernte schon als Jugendlicher das Veredeln von Obstbäumen. Er und sein Vater waren Mitglieder in der South Haven Pomological Society.
Seine Stiefmutter und der Pfarrer seiner Heimatstadt förderten seine Ausbildung, so dass er nach dem Abschluss der lokalen Schule im Jahr 1877 die Farm verlassen konnte, um am Michigan Agricultural College (heute Michigan State University) Landwirtschaft zu studieren. Aufgrund einer Erkrankung musste er das Studium im Studienjahr 1880/81 für ein Jahr unterbrechen.
Er hörte Vorlesungen bei William James Beal (1833–1924), der als einer der ersten Botaniker lebende Pflanzen und praktische Übungen als Anschauungsmaterial für seine Vorlesungen nutze. Bailey entwickelte dadurch während des Studiums ein besonderes Interesse an der Botanik.
Nach dem Abschluss des Studiums mit einem Bachelor of Science im Jahr 1882 arbeitete er zunächst für kurze Zeit als Reporter für den Morning Monitor in Springfield, Illinois, bevor er im Februar 1883 durch Empfehlung Wiliam Beals eine Anstellung als Assistent des bekannten Botanikers Asa Gray an der Harvard University erhielt.  Er arbeitete zwei Jahre für Gray, für den er die gepressten Pflanzen einer großen Sammlung aus dem Kew Garden in London systematisch ordnete und botanisch klassifizierte. Für seine Studien in systematischer Botanik nutzte er vor allem das Arnold-Arboretum sowie die botanische Sammlung des Bussey Instituts.
1884 kehrte er an das Michigan Agricultural College zurück, um hier eine Professur für Garten- und Landschaftsbau anzunehmen. 1885 publizierte er sein erstes Buch Talks afield about plants and the science of plants., in dem er botanischen Laien grundlegende Kenntnisse für die Identifikation verbreiteter Pflanzen vermittelte. Im gleichen Jahr verlieh ihm das Michigan State College den Titel eines Master of Science.
Im Winter 1887 hielt er eine Vorlesungsreihe an der Cornell University, die ihm 1888 eine Professur für Gartenbau anbot. Bailey nahm diese unter der Bedingung an, dass die Universität ihm eine botanische Forschungsreise nach Europa finanzierte. Von August 1888 bis Anfang 1889 bereiste er mit seiner Familie mehrere europäische Länder und besuchte die international bedeutenden Herbarien in Prag, Wien und Uppsala.
Nach seiner Rückkehr aus Europa trat er die Professur für praktischen und experimentellen Gartenbau an der Cornell University an.
Um die Jahrhundertwende setzte sich Bailey für die Gründung eines von der Universität unabhängigen State College of Agriculture in Cornell ein, dass 1904 genehmigt wurde und zu dessen Dekan und Direktor er ernannt wurde. Gleichzeitig war er Leiter der dem College angeschlossenen Versuchsstation und Professor für landwirtschaftliche Ökonomie. Während seiner Amtszeit als Dekan etablierte er an dem College Institute für Pflanzenpathologie, Pflanzenbau, Geflügelzucht, Agrarökonomie, Farmmanagement, sowie Agraringenieurwesen und Haushaltsökonomie. Aus dem 1907 durch Bailey gegründeten Institut für experimentelle Pflanzenbiologie ging später das Institut für Pflanzenzucht hervor.
1903 gründete er zusammen mit S. A. Beach die American Society for Horticultural Science, deren Präsident er für die ersten vier Jahre war.
Bailey trat 1913 in den Ruhestand, beschäftigte sich aber weiter intensiv mit botanischer Systematik und Taxonomie. Zwischen 1923 und 1943 veröffentlichte er mehr als 100 wissenschaftliche Artikel, darunter auch taxonomische Überarbeitungen verschiedener Genera.
Bis zu seinem Tod am 25. Dezember 1954 führte er ein sehr aktives Leben und unternahm, teilweise in Begleitung seiner Tochter Ethel Zoe, zahlreiche botanische Forschungsreisen.

### Wissenschaftliches Wirken
Liberty Hyde Bailey interessierte sich schon früh für die botanische Systematik der Gartenpflanzen und landwirtschaftlicher Nutzpflanzen. Diesen Pflanzen widmeten die zeitgenössischen Botaniker sehr wenig Interesse. 1885 hielt Bailey eine provokative Ansprache mit dem Titel The Garden Fence (Der Gartenzaun), in der er die zeitgenössischen Botaniker zu einem Sprung über den Gartenzaun aufforderte, um den zur damaligen Zeit als rein künstlerische Disziplin aufgefassten Gartenbau wissenschaftlich zu durchdringen. Trotz umfangreicher Kritik, auch durch seinen ehemaligen Mentor Asa Gray, hielt er an seiner Auffassung fest, dass es besonders wichtig sei, die botanische Systematik der Gartenpflanzen und landwirtschaftlichen Nutzpflanzen zu verstehen, da diese in besonders engem Kontakt zur menschlichen Zivilisation stehen. Heute gilt er als einer der Begründer des modernen Gartenbaus.
Im Laufe seiner wissenschaftlichen Tätigkeit beschäftigte er sich intensiv mit der botanischen Systematik verschiedener Pflanzengattungen, neben den Seggen (Carex) und tropischen Palmen lagen seine Interessenschwerpunkte auch hier auf dem Gebiet kultivierter Pflanzen, wie den Brombeeren (Rubus),  den Kohlgewächsen (Brassica), Reben (Vitis) und den Kürbisgewächsen (Curcubita).
Liberty Hyde Bailey prägte die heute in der botanischen Systematik gängigen Fachbegriffe Cultigen und Cultivar.
Bailey unternahm Experimente zur gezielten Kreuzung und Hybridisierung von Pflanzen und veröffentlichte 1892 mit Cross-breeding and hybridization das erste amerikanische Buch über kontrollierte experimentelle Pflanzenzüchtung.
Da er beobachtet hatte, dass Pflanzen unter Straßenlaternen einen besonders kräftigen Wuchs zeigten, unternahm er außerdem Versuche zur Anregung des Pflanzenwachstums durch künstliche Beleuchtung.
Er begründete die von 1920 bis 1984 veröffentlichte Fachzeitschrift Gentes Herbarum.
1935 begründete er mit der Übertragung seiner privaten Bibliothek und seines Herbariums an die Cornell University das Liberty Hyde Bailey Hortorium als US-amerikanisches Zentrum für die Systematik der Kulturpflanzen. Nach der Vereinigung mit dem Nachlass des Botanikers Karl McKay Wiegand (* 1873; † 1942) im Jahr 1977 umfasst die Bibliothek des Bailey Hortorium mehr als 30.000 Buchbände. Das Herbarium des Hortoriums umfasst ca. 860.000 Exemplare von Algen, Flechten und Gefäßpflanzen.

## Ehrungen
1894 wurde Liberty Hyde Bailey die Veitch Memorial Medal der britischen Royal Horticultural Society verliehen. Seit 1896 war er gewähltes Mitglied der American Philosophical Society. 1900 wurde er in die American Academy of Arts and Sciences gewählt, 1917 in die National Academy of Sciences. Die Michigan State University verlieh ihm 1907 die Ehrendoktorwürde.
Ihm zu Ehren wurde die Pflanzengattung Liberbaileya aus der Familie der Palmengewächse (Arecaceae) benannt. Auch die 1953 durch das Liberty Hyde Bailey Hortorium begründete Zeitschrift für gartenbauliche Taxonomie Baileya wurde zu seinen Ehren benannt. Dagegen ist die Pflanzengattung Baileya aus der Familie der Korbblütler (Asteraceae) nicht nach ihm, sondern nach dem Algologen Jacob Whitman Bailey (1811–1857) benannt.
Liberty Hyde Bailey und Gregor Mendel wurden während der Eröffnungszeremonie am 5. November 1990 als die beiden ersten Mitglieder in die durch die American Society for Horticultural Science gegründete Hall of Fame for Horticulture aufgenommen.

## Familie

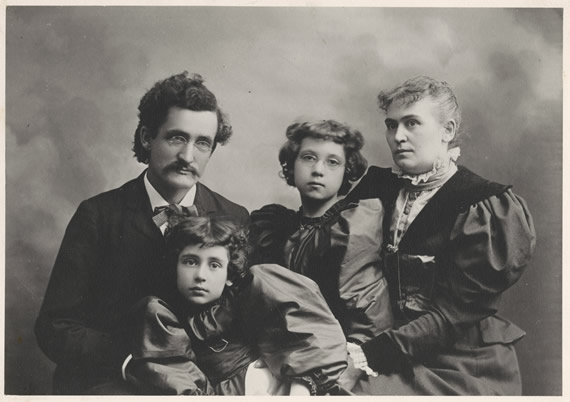
Liberty Hyde Bailey mit seiner Frau Annette und den beiden Töchtern Sara May und Ethel Zoe (1896)

Bailey heiratete am 6. Juni 1883 seine ehemalige Kommilitonin Annette Smith, die Tochter eines Rinderzüchters aus Michigan. Das Paar hatte zwei Töchter: Sara May (* 29. Juni 1887, † 1936) und Ethel Zoe (* 17. November 1889 in Ithaca, New York, † 1983). Seine Frau starb 1938. Seine Tochter Ethel Zoe arbeitete eng mit ihrem Vater zusammen und begleitete ihn häufig auf botanischen Expeditionen. Sie war Mitherausgeberin des Gentes Herbarum, Mitautorin des Hortus und von 1938 bis 1957 Kuratorin des Bailey Hortorium.

## Bücher
Liberty Hyde Bailey veröffentlichte neben zahlreichen Artikeln in wissenschaftlichen Fachzeitschriften mehr als 65 Sachbücher zu den Themen Gartenbau, Landwirtschaft und Botanik, die in insgesamt über 200 Auflagen erschienen. Außerdem veröffentlichte er zwei Bände mit Gedichten.

### Als Autor
- Talks afield about plants and the science of plants. Houghton, Mifflin and company, Boston 1885
- The nursery-book, a complete guide to the multiplication and pollination of plants.
  - 1. Auflage, The Rural Publishing Company, New York 1891
  - 19. Auflage, The Macmillan company, New York 1914
- The horticulturist's rule-book: a compendium of useful information for fruit-growers, truck-gardeners, florists, and others. The Macmillan company, New York
  - 1. Auflage 1885
  - 3. überarbeitete und erweiterte Auflage 1895
  - 4. Auflage 1896
  - Neue und überarbeitete Auflage 1899
  - Neue und überarbeitete Auflage 1907
- Cross-breeding and hybridization; the philosophy of the crossing of plants, considered with reference to their improvement under cultivation; with a brief bibliography of the subject.Rural library, Band 1, Nr. 6, 1892
- American grape training. An account of the leading forms now in use of training the American grapes.The Rural publishing company, New York 1893
- Plant-breeding; being five lectures upon the amelioration of domestic plants. The Macmillan company, New York
  - 1. Auflage 1895
  - 2. Auflage 1897
  - 4. Auflage 1897
- Field notes on apple culture. Orange Judd Company, New York 1895
- The forcing book: a manual of the cultivation of vegetables in glass houses. The Macmillan company, New York
  - 1. Auflage 1896
  - 6. Auflage 1906
  - 11. Auflage 1914
- The survival of the unlike: a collection of evolution essays suggested by the study of domestic plants. The Macmillan company, New York
  - 1. Auflage 1896
  - 5. Auflage 1906
- Garden-making: suggestions for the utilizing of home grounds., The Macmillan company, New York
  - 1. Auflage 1896
  - 4. überarbeitete Auflage 1901
  - 5. überarbeitete Auflage 1901
  - 6. überarbeitete Auflage 1902
- The principles of fruit-growing, with applications to practice., The Macmillan company, New York
  - 1. Auflage 1897
  - 20. Auflage 1915
- The pruning-book. A monograph of the pruning and training of plants as applied to American conditions. The Macmillan company, New York
  - 1. Auflage 1898
  - 5. Auflage 1903
  - 12. Auflage 1911
- The principles of agriculture, a text-book for schools and rural societies. The Macmillan company, New York
  - 1. Auflage 1898
  - 19. Auflage 1913
  - 18. Auflage unter dem Titel Thw pruning manual.
- Sketch of the evolution of our native fruits. The Macmillan company, New York 1898
- Lessons with plants : suggestions for seeing and interpreting some of the common forms of vegetation. The Macmillan company, New York
  - 2. Auflage 1899
- First lessons with plants: being an abridgement of "Lessons with plants: suggestions for seeing and interpreting some of the common forms of vegetation. The Macmillan company, New York 1898
- Botany: an elementary text for schools. The Macmillan company, New York
  - 1. Auflage 1900
  - 4. Auflage 1901
- The principles of vegetable-gardening. The Macmillan company, New York
  - 1. Auflage 1901
  - 18. Auflage 1921
- The nature-study idea - being an interpretation of the new school-movement to put the child in sympathy with nature. Doubleday, Page & Company, New York 1903
- Poems. Cornell Countryman, Ithaca 1906
- Plant-breeding; being six lectures upon the amelioration of domestic plants. The Macmillan company, New York
  - 4. Auflage 1906
- The training of farmers. The Century Co., New York 1909
- Beginners' botany. The Macmillan company, New York 1909
- Botany: an elementary text for schools. The Macmillan company, New York 1909
- Manual of gardening; a practical guide to the making of home grounds and the growing of flowers, fruits, and vegetables for home use. 1910
- The outlook to nature. The Macmillan company, New York 1911
- The state and the farmer. The Macmillan company, New York
  - 1. Auflage 1908
  - 2. Auflage 1911
- Farm and garden rule-book. The Macmillan company, New York 1911
- The country-life movement in the United States., The Macmillan company, New York
  - 1. Auflage 1911
  - 2. Auflage 1915
- Manual of gardening; a practical guide to the making of home grounds and the growing of flowers, fruits, and vegetables for home use. The Macmillan company, New York
  - 2. Auflage 1912
  - Neue und überarbeitete Auflage 1917
- The Practical Garden Book. 1913
- Botany for secondary schools; a guide to the knowledge of the vegetation of the neighborhood. The Macmillan company, New York 1913
- The holy earth. C. Scribner’s sons, New York 1916
- Wind and weather. C. Scribner’s sons, New York 1916
- The standard cyclopedia of horticulture; a discussion, for the amateur, and the professional and commercial grower, of the kinds, characteristics and methods of cultivation of the species of plants grown in the regions of the United States and Canada for ornament, for fancy, for fruit and for vegetables; with keys to the natural families and genera, descriptions of the horticultural capabilities of the states and provinces and dependent islands, and sketches of eminent horticulturists. 6. Bände, The Macmillan company, New York
  - 1. Auflage 1916
  - 3. Auflage 1919
- The school-book of farming : a text for the elementary schools, homes and clubs. The Macmillan company, New York 1920
- The apple-tree. The Macmillan company, New York 1922

### Als Herausgeber
- Cyclopedia of American agriculture : a popular survey of agricultural conditions, practices and ideals in the United States and Canada. The Macmillan company, New York 1909
  - I. Farms
  - II. Crops
  - III. Animals
  - IV. Farm and community
- The principles of agriculture, a text-book for schools and rural societies. The Macmillan company, New York 1914
- RUS: A Register of the rural leadership in the United States and Canada. Ithaca, 1920
- The cultivated evergreens; a handbook of the coniferous and most important broad-leaved evergreens planted for ornament in the United States and Canada. The Macmillan company, New York 1923